# 克孜勒希力克乡
克孜勒希力克乡，是中华人民共和国新疆维吾尔自治区阿勒泰地区富蕴县下辖的一个乡镇级行政单位。

## 行政区划
克孜勒希力克乡下辖以下地区：
萨尔托海村、阿克加尔村、喀拉吉格特村和阔协萨依村。